# Список умерших в 1787 году
В этой статье представлен список известных людей, умерших в 1787 году.
См. также: Категория:Умершие в 1787 году

## Январь
- 10 января — Штенгель, Фридрих Иоахим — немецкий архитектор эпохи барокко.
- 14 января — Иосиф Фридрих Саксен-Гильдбурггаузенский — принц и регент герцогства Саксен-Гильдбурггаузен.

## Февраль
- 12 февраля — Душ, Иоанн Яков — немецкий поэт, прозаик, переводчик. Педагог.

## Июнь
- 7 июня — Платен, Дубислав фон — прусский кавалерийский генерал.

## Октябрь
- 28 октября — Музеус, Иоганн Карл Август — немецкий писатель, литературный критик, филолог и педагог.

## Ноябрь
- 15 ноября — Глюк, Кристоф Виллибальд (73) — австрийский композитор.
- 20 ноября — Мотонис, Николай Николаевич — русский писатель.

## Декабрь
- 3 декабря — Мотонис, Николай Николаевич — германский издатель и книгопродавец.